# Parcul Universității din Suceava

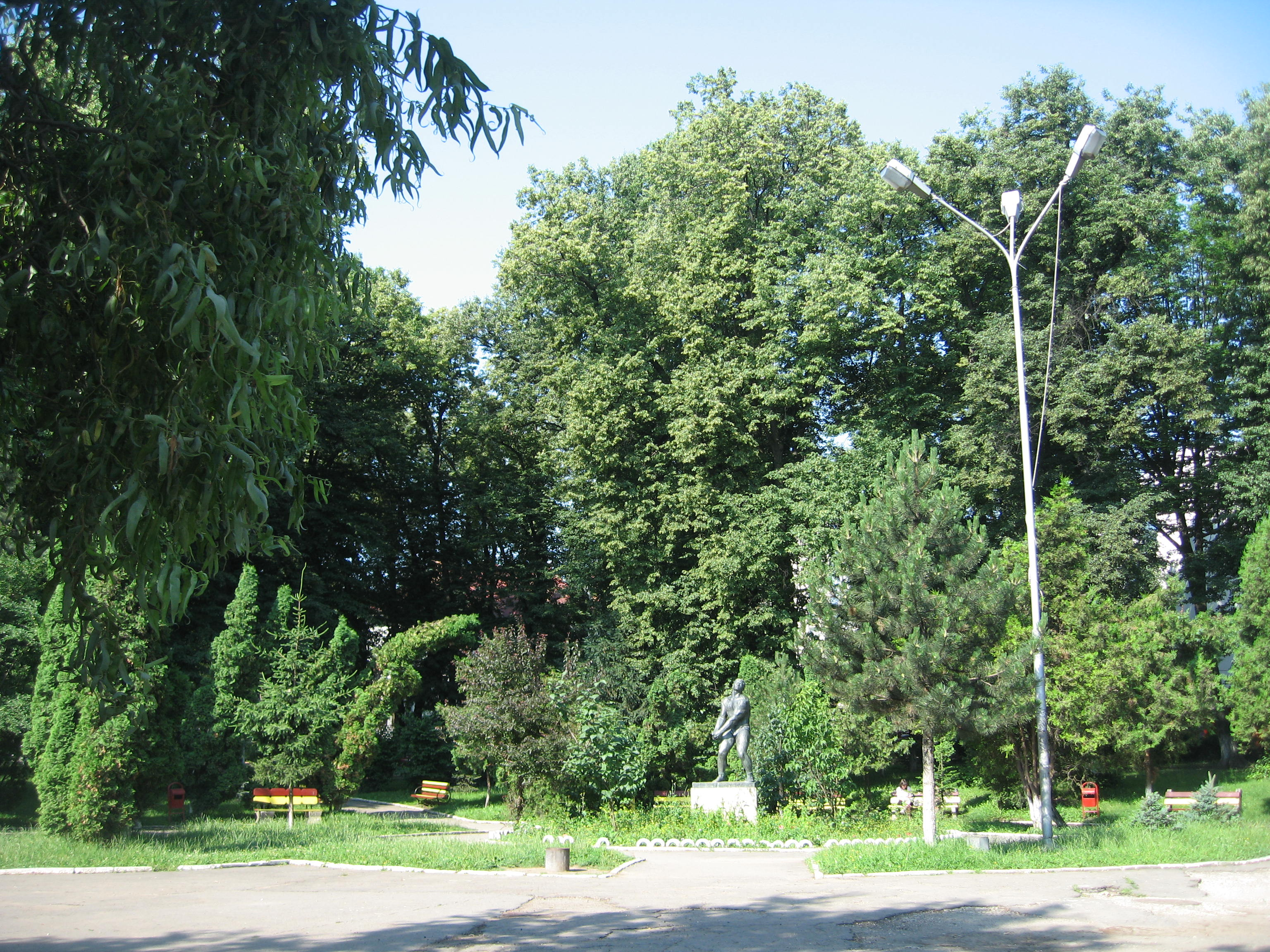
Parcul Universității din Suceava

Parcul Universității (sau Parcul Areni) este un parc amenajat în municipiul Suceava, în cartierul Areni, lângă campusul Universității „Ștefan cel Mare”.

## Așezare
Parcul Universității constituie un spațiu verde amenajat în partea de sud a orașului Suceava, în cartierul Areni. Este mărginit de bulevardul 1 Mai (la sud), strada Universității (la est) și corpurile Universității „Ștefan cel Mare” (la nord și vest). Parcul se mai învecinează cu Planetariul din Suceava (în extremitatea sa nord-estică) și cu clădirea ce găzduiește Direcția Silvică a județului Suceava (în extremitatea sa sud-vestică).
În afară de aceste instituții, în preajma parcului se află și alte obiective importante ale orașului precum: Primăria Suceava, Stadionul Areni, Inspectoratul de Poliție Județean, Parcul Vladimir Florea.

## Istoric
Parcul Universității este cel mai întins parc din cartierul Areni și unul dintre cele mai mari ale Sucevei, ocupând o suprafață de aproximativ 3 hectare. Este cunoscut sub două denumiri: Universității sau Areni. O altă denumire, folosită uneori de localnici, este Parcul Institutului.
Istoria și dezvoltarea parcului sunt strâns legate de universitatea din imediata apropiere, înființată în 1963, inițial ca Institut Pedagogic de 3 ani, iar apoi, în 1976, transformată în Institutul de Învățământ Superior. Accesul principal în campusul universitar se realizează prin incinta parcului.
În anul 2011, parcul a intrat într-un amplu proces de reabilitare și de modernizare. Lucrările au presupus modernizarea aleilor, a spațiilor verzi, a iluminatului public și a fântânii arteziene, fiind finalizate în mai 2013.

## Monumente și floră
Parcul Universității este populat de mai multe specii de arbori și arbuști, printre care: pinul negru, pinul silvestru, bradul argintiu, teiul, salcâmul, frasinul, mesteacănul, salcia pletoasă, prunul roșu etc., precum și arbori ornamentali ca sângerul, cununița și forsiția.
În partea central-sudică, în mijlocul unui rond, se află statuia „Aruncătorul de ciocan”, singurul monument al parcului. Statuia a fost realizată din bronz, de către sculptorul Ion Jalea, fiind amplasată în anul 1977 în parcul din noul cartier Areni, între universitate și stadion. Statuia are 2,30 metri înălțime și reprezintă un tânăr atlet pregătindu-se să arunce ciocanul. Ea se află pe un soclu de travertin, cu înălțimea de aproximativ 1 metru. În apropierea statuii a fost amenajată o fântână arteziană.

## Imagini

Statuia „Aruncătorul de ciocan”
Statuia „Aruncătorul de ciocan”
Statuia „Aruncătorul de ciocan”
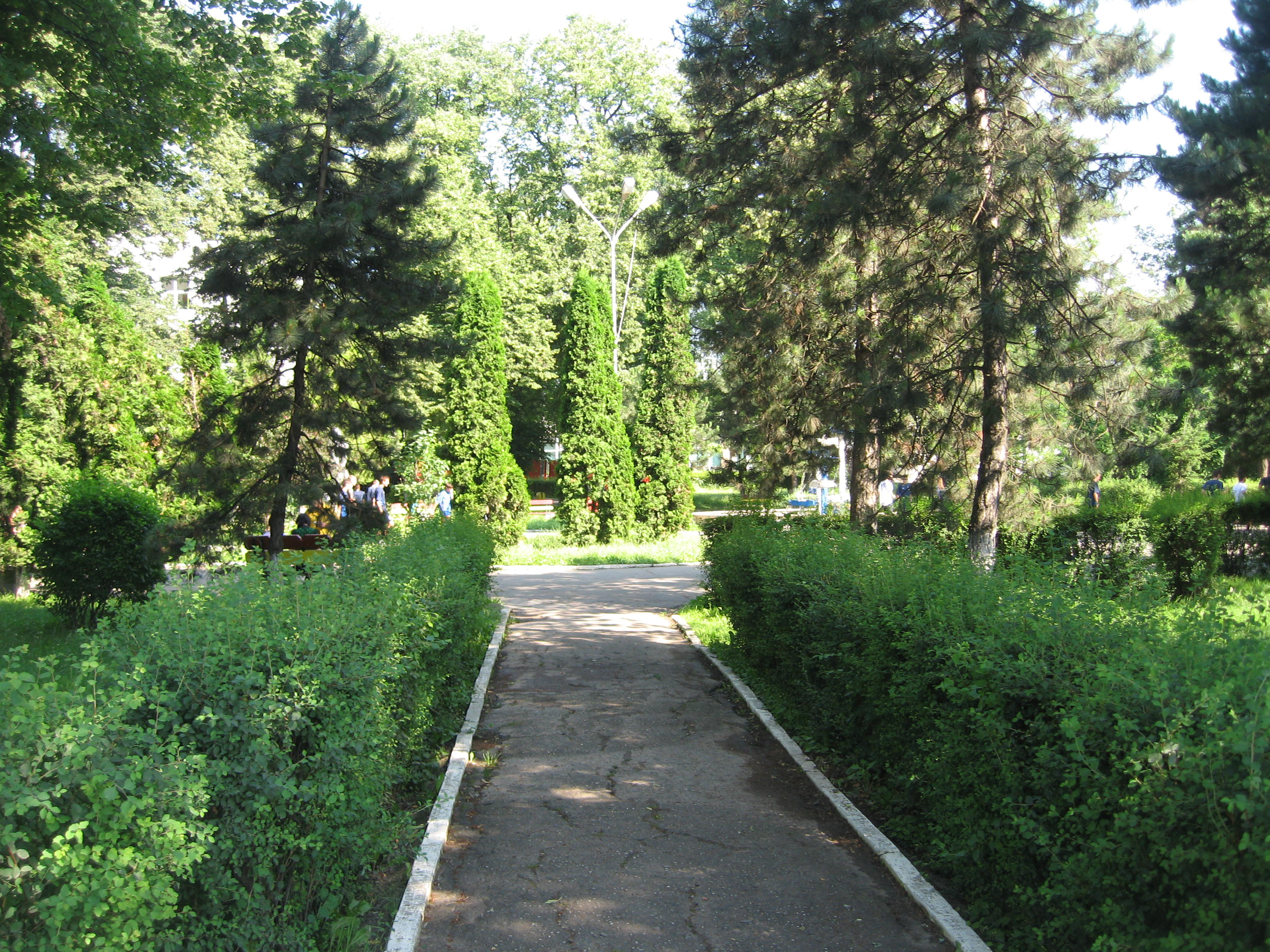
Alee din interiorul parcului
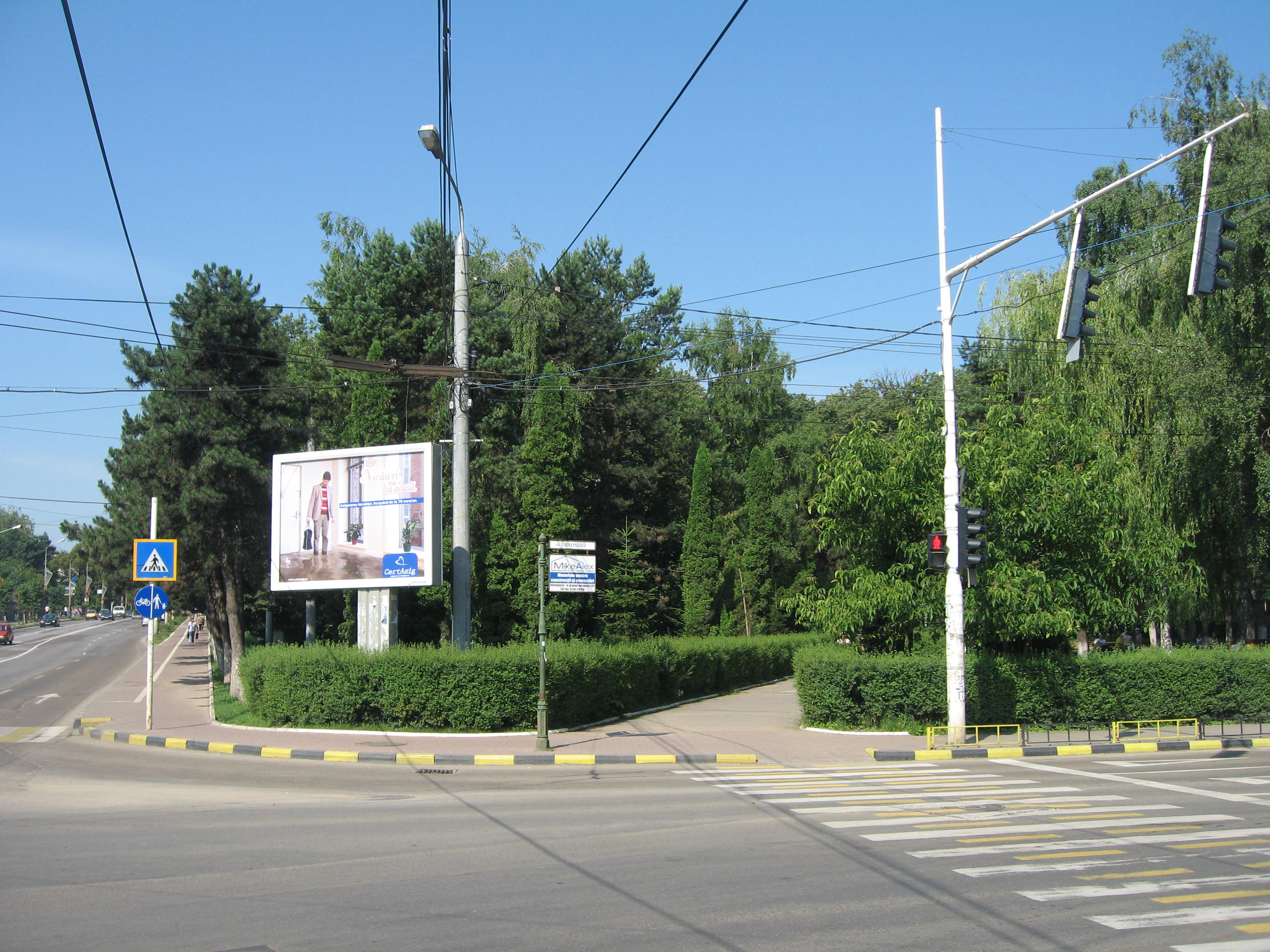
Intrarea în parc